# Fitou

Fitou este o comună în departamentul Aude din sudul Franței. În 1 ianuarie 2022 avea o populație de 1.147 de locuitori.